# الاتحاد الرياضي بقصيبة المديوني
الاتحاد الرياضي بقصيبة المديوني، هو فريق كرة قدم تونسي تأسس في 6 يونيو 1961 في مدينة قصيبة المديوني، ولاية المنستير، يلعب هذا الفريق في الرابطة التونسية الثالثة لكرة القدم مستوى أول في موسم 2021 - 2022.

## وصلات خارجية
- صفحة الاتحاد الرياضي بقصيبة المديوني على موقع كوووة.
- الموقع الرسمي للجامعة التونسية لكرة القدم.